# Lucien Vogt
Pour les articles homonymes, voir Vogt.
Lucien Vogt, né le 28 février 1891 à New York et mort en 1968, est un peintre et dessinateur américain.

## Biographie
Lucien Vogt naît à New-York le 28 février 1891. Son père, naturalisé américain, avait alors émigré aux États-Unis après 1860, en même temps que des milliers d’autres Alsaciens. Ce dernier, peut-être partagé entre désillusion et nostalgie, se décide en avril 1895 à regagner l’Alsace. À l’âge de quatre ans, le jeune Lucien, qui conservera sa nationalité américaine, retrouve donc la terre d’origine de sa famille, région pourtant annexée par l’Allemagne depuis 1871. Celle-ci est d’abord localisée à Soultz, dans le Haut-Rhin, puis à Mulhouse, de 1904 à 1910. C’est dans cette ville occupée que le jeune Américain suit ses premiers enseignements artistiques, sans doute dans la seule école spécialisée de la ville, celle de Dessin et d’Art industriel, créée pour donner des modèles d’ornements à l’industrie textile locale florissante. Ses débuts dans les arts appliqués le conduisent à Paris où il suit les cours de François Flameng à l’Académie des beaux-arts. Ce dernier ouvre un atelier en 1905 qui accueille, outre Lucien Vogt, Henri Sollier, de 5 ans son aîné.

### Expositions aux Salons
En 1914, sa formation terminée, Lucien Vogt participe, pour la première fois, au Salon des Artistes Français, dont il deviendra sociétaire en 1922. Pour sa première apparition publique, Lucien Vogt se montre respectueux des conventions académiques, en phase avec les attentes du Salon.
Après six ans d’absence au Salon des Artistes Français, il s’y représente, en 1920, 1922 et pour la dernière fois en 1924, avec un paysage  aux couleurs fauves qui démontre son chemin parcouru depuis sa première participation, en 1914. Dès lors, ses envois aux salons parisiens se font plus réguliers. En 1926, au Salon des Tuileries, il expose Femmes au bord de la mer, introduisant - une fois n’est pas coutume - la figure humaine grandeur nature dans le paysage. Celle-ci fera son apparition plus tard dans sa carrière, quoi que de manière suggestive, à l’intérieur de ses nombreuses vues de Paris qu’il peint sur de petits panneaux de bois rapidement esquissés. Dans ce format, uniquement, il s’intéresse à la vie bourgeoise peinte dans le cadre emblématique des monuments et jardins publics de la capitale.

### Paysages d'Alsace et des Cévennes
Tout en menant sa carrière à Paris, Lucien Vogt retourne régulièrement en Alsace, où il a conservé un pied-à-terre à Mulhouse. De là, il parcourt la campagne, peignant sur le motif les paysages de son enfance, ceux des rives de l’Ill et de la forêt vosgienne qui bordent Soultz. Ses premiers paysages ne sont pas sans évoquer ceux d’un autre artiste alsacien : Jean-Jacques Henner, qui expose ses œuvres au Salon jusqu’en 1903. Ce dernier était lui-même resté très attaché à sa terre natale, régénérant ainsi son inspiration au contact de la nature alsacienne vigoureuse.
L’artiste peint au rythme des saisons. Ainsi, il retourne fréquemment au même endroit, comme à Anduze, village authentique des Cévennes, pour peindre le site en hiver puis en été. Ses saisons préférées sont clairement l’automne et le printemps, les moments de l’année où la nature déploie ses couleurs les plus flamboyantes. Il excelle dans les passages du brun au roux et dans la gamme des verts intenses qui habillent les frondaisons des peupliers sur les Bords du Loing, rivière qui coule en Seine-et-Marne où Vogt passe ses dernières années de peintre à battre la campagne. L’étude des reflets des arbres dans l’eau, l’un de ses motifs favoris, renvoie immanquablement aux précédents impressionnistes, à commencer par Alfred Sisley qui resta, jusqu’aux derniers jours, fidèle à Moret-sur-Loing et à sa campagne paisible et verdoyante.
Dans les années 1940, Lucien Vogt prend pour modèle les peintures de Pierre Bonnard, plus spécifiquement celles des années 1920, peintes sur la Côte d’Azur et au Canet, dont il retient la touche large et diffuse qui donne sa vibration particulière à ses paysages des Cévennes et à ceux des Alpes-Maritimes.

### La maturité
Entre 1930 et 1940, Lucien Vogt, trouve sa voie personnelle dans le genre du paysage animé. Dans les toiles de ce type, qu’il présente dans les salons parisiens et – parallèlement - aux expositions de la Société des Arts de Mulhouse, il se distingue par sa palette harmonieuse aux couleurs claires. Ses toiles, baignées d’une lumière homogène, qui participe au climat paisible de ses compositions, sont en accord avec la peinture moderne de leur temps, marquée par une réduction des détails et une simplification des formes.
En 1957, la galerie Raymond Duncan, à Paris, organise une rétrospective des œuvres de Lucien Vogt, qui reste sous la plume d’Henri Zislin, fameux illustrateur et caricaturiste alsacien, comme le peintre « des paysages lumineux » . Il meurt dans les environs de Paris, en 1968.

## Œuvres dans des musées
- Paysage sous la neige. Musée des beaux-arts de Mulhouse, don de Mme Paul Schwartz 1973, n° inv. 73.3.4.

## Expositions
(liste non exhaustive)
- Lucien Vogt - 1957, Galerie Raymond Duncan, Paris
- French Naturalist Painters 1890-1950 - 12 juin - 7 juillet 2012, The Fleming Collection, Londres